# The Week (film)
The Week is een Amerikaanse indie comedy-dramafilm uit 2015, geschreven en geregisseerd door Jon Gunn en John W. Mann. De hoofdrollen worden vertolkt door Rick Gomez, Joelle Carter en Richard Speight jr.

## Verhaal
Dick Romans is een uitgebluste tv-presentator die op de vooravond van zijn tiende trouwverjaardag door zijn vrouw Claire verlaten wordt. Dick blijft alleen achter met zijn gedachten, zijn hond en een berg eten en drinken voor het jubileumfeest. Dus besluit hij alle activiteiten die voor de feestweek gepland staan in zijn eentje af te werken. Wat een viering van de liefde had moeten zijn, wordt een week van introspectie en zelfontdekking.

## Rolverdeling
| Acteur              | Personage      |
| ------------------- | -------------- |
| Rick Gomez          | Dick Romans    |
| Joelle Carter       | Lenny Wright   |
| Richard Speight Jr. | Thomas Briggs  |
| Amanda Detmer       | Jessie Briggs  |
| Joshua Gomez        | Mickey Romans  |
| James Madio         | Neil Something |
| Reno Wilson         | Jaron Young    |
| M.C. Gainey         | Doc            |
| Frank John Hughes   | Irving Petty   |
| Henry Gomez         | Stewart Wright |
| Rosemarie DeWitt    | Claire Romans  |

## Trivia
- De acteurs die in de film de broers Dick en Mickey Romans spelen, zijn in het echte leven ook broers.